# Brownanthus neglectus
Brownanthus neglectus là một loài thực vật có hoa trong họ Phiên hạnh. Loài này được S.M.Pierce & Gerbaulet mô tả khoa học đầu tiên năm 1997.